# Hrvatski nogometni kup (Gradišće) 2012./13.
Gradišćanskohrvatski nogometni kup u nogometnoj sezoni 2012/13. Ovo je 25. po redu hrvatski kup u Gradišću (nje. Kroatencup).
Završnica natjecanja odigrala se u Južnom Gradišću, u selu Stinjacima. Favoriti u završnici bili su SV Nova Gora, koja je tad bila prvak Gradišćanske lige i ASKÖ Stinjaki, treći u Gradišćanskoj ligi. Rasporak je tad igrao u zemaljskoj ligi, a Otava u drugoj ligi.
Domaćin su bili Stinjaki. Pobjednik natjecanja dobio je jednotjedni kamp za treniranje u Hrvatskoj. Doprvak je dobio nagradu od 1000 eura. Treći i četvri su dobili garnituru dresova, dar tvrtke SAP iz Zagreba. Najbolji igrač nagrađen je zlatnim dukatom. 
Sudionici poluzavršnice su: 
- SV Nova Gora
- ASKÖ Stinjaki, Stinjaki
- ASV Rasporak
- SV Otava

## Poluzavršnica
- Nova Gora - Rasporak 2:2 (1:1), pobjeda na jedanaesterce

Strijelci: Marth, Kovačić; Markić (2)
- Stinjaki - Nova Gora 0:1 (0:0)

Strijelac: Böcskör

## Za treće mjesto
- Nova Gora - Stinjaki (jedanaesterci 4:5)

## Završnica
29. svibnja 2013. 
- Rasporak - Otava 7:0 (2:0)

Strijelci: M. Markić (3), D. Markić, Hrustanbegović, Rzucidlo, Walzer
- najbolji igrač: Marjan Markić (ASKÖ Rasporak)

## Vanjske poveznice
- HKD Hrvatsko kulturno društvo u Gradišću